# 杉野精造
杉野精造（すぎの しょうぞう(せいぞう)、1874年 - 没年不詳）は、日本の教育者。兵庫県で活躍。

## 来歴・人物
杉野精造は明治39年4月、満32歳の若さで神戸市立山手尋常高等小学校（後の神戸市立山手小学校）校長に就任し、その在任期間は23年間におよび、「初等教育界をして斯界の麒麟児」と畏敬を受ける存在であった。
1924年、大正13年5月9日神戸山手学園を「山手学習院」として諏訪山の麓に設立した。

## 略歴
- 明治39年4月(1906年) - 神戸市立山手尋常高等小学校校長（後の神戸市立山手小学校）に就任
- 明治39年7月(1906年) - 「満州教員視察旅行」に参加[4]。
- 大正13年5月(1924年) - 現在の神戸山手学園を「山手学習院」として諏訪山の麓に設立した。

## 著書
- 揖保郡小地理歴史 西川順太郎、杉野精造 (1898) [5]
- 小学校教員検定試験問題並答案 杉野精造、安田勉 (1905) [6]